# Jezierce (województwo kujawsko-pomorskie)
Jezierce – osada leśna w Polsce, położona w województwie kujawsko-pomorskim, w powiecie bydgoskim, w gminie Solec Kujawski.
W latach 1975–1998 miejscowość administracyjnie należała do województwa bydgoskiego.

## Położenie
Osada Jezierce położona jest w gminie Solec Kujawski, w Puszczy Bydgoskiej, około 3 km na południe od Solca Kujawskiego przy drodze prowadzącej do dawnej wsi Kabat, obecnie Radiowego Centrum Nadawczego I Programu Polskiego Radia.

## Charakterystyka
Osada rozlokowana jest na polanie w Puszczy Bydgoskiej, gdzie znajdowały się niewielkie obniżenia wypełnione glebą organiczną. Od wschodu, zachodu i południa sąsiaduje z dużym kompleksem wydm śródlądowych. Znajduje się tu leśniczówka należąca do Nadleśnictwa Solec Kujawski.
Na wschód od osady wiedzie  szlak „im. Tadeusza Dolczewskiego” z Solca Kujawskiego przez Radiowe Centrum Nadawcze I Programu PR do cmentarza mennonickiego w Przyłubiu.

## Historia
Geneza osady wiąże się z osadnictwem olęderskim na obszarze Puszczy Bydgoskiej, popieranym w XVII i XVIII wieku przez starostów bydgoskich i soleckich. Nieliczni osadnicy podobnie, jak w sąsiednich miejscowościach: Trzciance, Chrośnie, czy Kabacie przystąpili do karczowania lasów oraz osuszania bagien.
Miejscowość oznaczono na mapie Schröttera z końca XVIII wieku. W XIX wieku i I połowie XX w. należała administracyjnie do wsi Kabat, położonej kilka kilometrów dalej na południe. W osadzie, przy drodze zlokalizowano leśniczówkę, a na wschodzie na polanie leśnej znajdowało się kilka posesji, które zaliczano administracyjnie do wsi Kabat.
Według opisu Jana Nepomucena Bobrowicza z 1846 r. posiadłość leśna Jezierce należała do rządowej domeny bydgoskiej. Mieszkało tu łącznie 12 osób w 1 domostwie. Spis miejscowości rejencji bydgoskiej z 1860 r. podaje, że w osadzie Jezierce (niem. Schulitzer Jeziorce), mieszkało 6 ewangelików w 1 domostwie. Miejscowość należała do parafii katolickiej i ewangelickiej w Solcu. Dla roku 1884 Słownik geograficzny Królestwa Polskiego podaje, że Jezierze (niem. Grünsee) był leśniczówką w powiecie bydgoskim.
W 1940 r. w związku z budową pod Łęgnowem wielkiej fabryki materiałów wybuchowych DAG Fabrik Bromberg władze niemieckie zdecydowały o utworzeniu w Puszczy Bydgoskiej poligonu doświadczalnego na polanie zajmowanej przez sąsiednią wieś Kabat. W latach 1945–1994 znajdował się tam poligon lotniczy użytkowany przez Wojsko Polskie. W 1999 r. na wydzielonym fragmencie terenu w centrum byłego poligonu założono Radiowe Centrum Nadawcze Polskiego Radia.